# Marie Görres

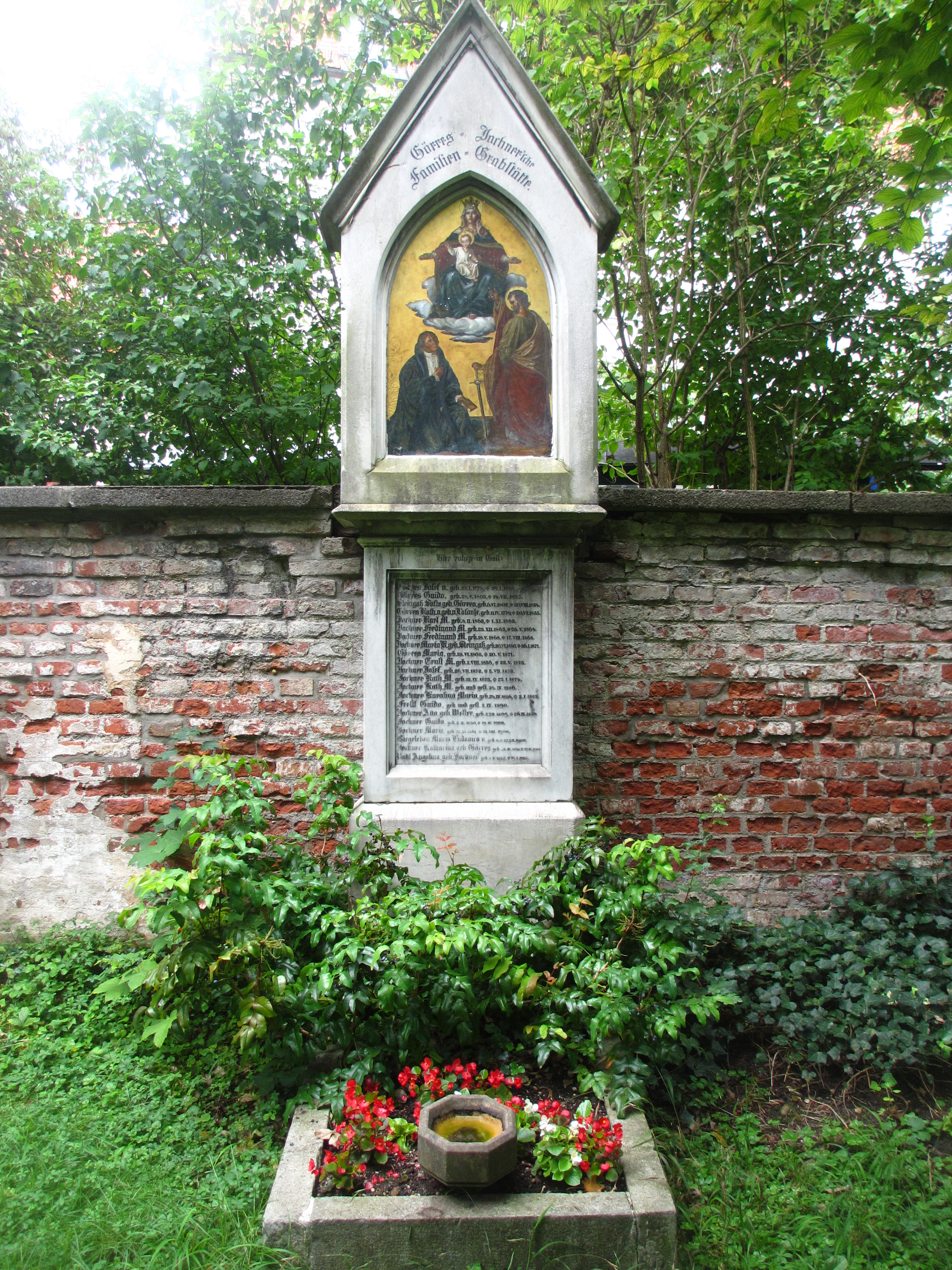
Grabstein der Familie Görres

Marie Görres (* 28. Juni 1808 in Heidelberg; † 20. Mai 1871) war eine deutsche Herausgeberin und Autorin.

## Leben
Die jüngste Tochter von Joseph Görres leitete nach dessen Tode (1848) sowie nach dem Ableben ihres Bruders Guido Görres (1852) und ihrer Mutter Katharina, geb. von Lassaulx (1855) den geschäftlichen Teil der Historischen Politischen Blätter für das katholische Deutschland. Marie Görres besorgte eine Auswahl aus den Politischen Schriften ihres Vaters (1854–1859 in 6 Bänden) und begann die Herausgabe seiner Briefe: I. Bd. Familienbriefe, 1858 (II. und III. Bd. Freundesbriefe, herausgegeben von Franz Binder, 1874). Sie führte einen Prozess gegen den preußischen Fiskus um Nachbezahlung der noch rückständigen Pensionsansprüche ihres Vaters aus den Jahren 1817 bis 1827. Dazu druckte sie eine Denkschrift (Augsburg 1863). 
Marie Görres sammelte außerdem den Stoff zu einem Lese-Buch für die deutsche Jugend, das ohne ihren Namen 1854 und 1859 in zwei Auflagen erschien. Im Nachruf, der sich in der Neuen Augsburger Zeitung erhalten hat, geht hervor, dass die Gründung der Historischen Politischen Blätter vorzüglich ihr zu verdanken ist. Sie starb an Magenkrebs und wurde am 23. Mai auf dem Alten Südfriedhof – unter großer Anteilnahme zahlreicher Universitätsprofessoren, von Joseph Edmund Jörg und Franz Binder (beide Herausgeber der Historischen Politischen Blätter) und des Münchner Klerus begleitet – von Abt Daniel Bonifaz von Haneberg eingesegnet und im Grab der Familie Görres bestattet (Platz 343, Gräberfeld 18).